# Masacre de la escuela Al-Awda
La masacre de la escuela Al-Awda fue un ataque aéreo llevado a cabo el 9 de julio de 2024 por las Fuerzas de Defensa de Israel (FDI) contra una escuela de la Agencia de Naciones Unidas para los Refugiados de Palestina en Oriente Próximo (UNRWA) situada en la localidad gazatí de Abasan al-Kabira, cerca de la ciudad de Jan Yunis. Al menos 31 palestinos murieron en el ataque, la mayoría mujeres y niños, mientras que más de 53 resultaron heridos. Muchas de las víctimas eran refugiados que habían huido de Rafah tras la ofensiva israelí contra la ciudad. El ataque fue el cuarto contra una escuela palestina realizado por las FDI en apenas cuatro días.

## Antecedentes
El 6 de julio de 2024, la escuela al-Jawni administrada por la UNRWA y que albergaba a 2000 refugiados en el campo de refugiados de Nuseirat en el centro de Gaza fue atacada por una incursión de las FDI que mató a dieciséis palestinos. El 7 de julio, las FDI atacaron la escuela Sagrada Familia, propiedad del Patriarcado Latino, ubicada en la ciudad de Gaza y que albergaba a cientos de refugiados, matando a cuatro. El 8 de julio, fuerzas israelíes atacaron otra escuela administrada por UNRWA en Nuseirat, causando varios heridos que requirieron tratamiento en un hospital local.
Philippe Lazzarini, Comisionado general de la UNRWA, afirmó que dos tercios de todas las escuelas gestionadas por la UNRWA en Gaza habían sido afectadas, de una u otra forma, desde que se iniciaron las hostilidades el 7 de octubre de 2023. También afirmó que más de 500 personas han muerto en escuelas y otros refugios operados por la agencia desde que estalló la guerra.

## Ataque aéreo
Durante la tarde del 9 de julio de 2024, las Fuerzas de Defensa de Israel llevaron a cabo un ataque aéreo que tuvo como objetivo una puerta en la entrada de la escuela al-Awda en la localidad de Abasan al-Kabira en la gobernación de Jan Yunis. En el ataque se utilizó una bomba de fabricación estadounidense de pequeño diámetro GBU-39, fabricada por Boeing. Varias decenas de personas se encontraban afuera en el momento del ataque, viendo un partido de fútbol que se jugaba en un patio de la escuela. Según un testigo, un avión de combate israelí sobrevoló el lugar y lanzó un misil contra unos jóvenes que se encontraban sentados en un cibercafé, tras lo cual «fueron gritos y partes de cuerpos por todas partes».
Al menos diecinueve fallecidos en el ataque aéreo fueron trasladados al cercano Hospital Nasser, además de cincuenta y tres heridos. Los funcionarios de salud gazatíes afirmaron que la mayoría de las víctimas eran mujeres y niños. Expertos en armas identificaron fragmentos del ataque como bombas GBU-39 de 250 libras de fabricación estadounidense. Los trabajadores del hospital esperaban que aumentara el número de muertos, debido al estado en que se encontraban muchos heridos. El número de muertos aumentó a treinta y uno al día siguiente. La cifra de muertos fue confirmada por un periodista de Associated Press (AP) que contó los cadáveres en el Hospital Nasser.
Un superviviente del ataque de 14 años declaró: «Estaba caminando, cuando de repente me encontré volando... Vi a todos los heridos. Sólo partes del cuerpo». Otro niño superviviente afirmó que fue la única persona de su familia que sobrevivió al ataque israelí.
El Ministerio de Defensa israelí afirmó que en el ataque se utilizaron «armas de precisión» contra una zona cercana a la escuela donde se encontraba un combatiente de Hamás que participó en los ataques del 7 de octubre contra Israel. El ministerio declaró que «están investigando los informes de que civiles resultaron heridos junto a la escuela Alawda en el sur de Jan Yunis, que se encuentra cerca del lugar del ataque».

## Reacciones
Hamás condenó la masacre y dijo en una declaración: «El bombardeo de la escuela es una insistencia israelí en la guerra de exterminio y una confirmación de la continuación de los crímenes de asesinato por parte de la ocupación, sin tener en cuenta las consecuencias de sus crímenes o las leyes y Tratados que se establecieron para proteger a los civiles en las guerras». Además, hizo un llamamiento a «los pueblos árabes y a aquellos a quienes llamó pueblos del mundo libre a actuar en apoyo del pueblo palestino, y también llamó al pueblo de Cisjordania a activar todas las herramientas de apoyo para luchar contra Israel». Hamás también convocó a «marchas furiosas en todas las ciudades del mundo para condenar las masacres y exigir el fin de la guerra en curso en la asediada Franja de Gaza».
El jefe de Política Exterior de la Unión Europea, Josep Borrell, condenó enérgicamente el ataque y lamentó el coste de la guerra para civiles inocentes, al tiempo que pidió un acuerdo inmediato de alto el fuego para liberar a los rehenes y proporcionar suficiente ayuda humanitaria a la Franja de Gaza. Borrell afirmó que «Condenamos cualquier violación del derecho internacional: los responsables deben rendir cuentas».
Al discutir la avalancha de ataques aéreos israelíes contra escuelas a mediados de julio de 2024, el Ministerio de Asuntos Exteriores francés declaró: «Pedimos que estos ataques sean investigados a fondo... Es inaceptable que las escuelas, especialmente aquellas que albergan a civiles desplazados por los combates, sean atacadas».
El Ministerio de Asuntos Exteriores de Alemania declaró: «Es inaceptable que maten a personas que buscan refugio en las escuelas. Los repetidos ataques a las escuelas por parte del ejército israelí deben cesar y se debe realizar una investigación rápidamente».